# José Manuel Rodrigues
José Manuel Rodrigues (né José Manuel dos Santos Rodrigues à Lisbonne le 4 mai 1951) est un photographe et artiste visuel portugais-néerlandais contemporain. 
Il vit et travaille depuis 1993 à Evora, au Portugal, après avoir vécu et travaillé plus de 20 années aux Pays-Bas.

## Biographie
Né au Portugal, José Manuel Rodrigues fuit à l'étranger en 1968, ne voulant pas participer à la guerre coloniale d'António de Oliveira Salazar,. Il a vécu à Paris en 1968/1969, et aux Pays-Bas entre 1969 et 1993. Le photographe a fait ses études de photographie à La Haye (1975-1980) et à Apeldoorn (1975-1979), l'École de la photographie, et a fait des cours de vidéo dans le prestigieux Institut Santbergen à Hilversum (1989). José Manuel Rodrigues a deux enfants (nés en 1975 et en 1979).
L'artiste a été cofondateur de Perspektief - Association Arts et responsable de la programmation de leur galerie. Il était également membre de l'Association Art Photographes (GKF) et Amsterdamse Kunstraad (Conseil des Arts, Amsterdam) entre 1987 et 1992.
José Manuel Rodrigues a reçu un prix aux Pays-Bas en 1982, le prix Vrije Creatieve opdracht (Prix Creative Photography) décerné par l'Amsterdamse Kunstraad (Conseil des Arts, Amsterdam). Au Portugal, il a été décerné en 1999 le prix Pessoa pour son l'ensemble de son travail artistique et pour sa contribution aux arts au Portugal.
Son travail est exposé dans plusieurs collections privées et publiques, au Portugal, Culturgest, Museu de Arte Contemporânea de Serralves, BES-photo, le Centre portugais Photographie, Centre pour les arts visuels, et à l'étranger en Fondation néerlandaise de l'Art (Amsterdam), Van Reekum Galerie (Apeldoorn), Prentenkabinet (Leiden), La Bibliothèque nationale (Paris), entre autres.
José Manuel Rodrigues a enseigné la photographie dans des institutions différentes et des écoles nationales et étrangères (Rotterdam, Port, Évora, Caldas de Rainha). Il a été professeur invité dans le cadre de Master en Arts visuels IADE à Lisbonne en 2007 et 2008. Il est actuellement professeur adjoint invité au Département des arts visuels de l'Université d'Évora depuis 2009. En outre, il organise de nombreuses expositions et donne des conférences sur invitation.
La signature sur son travail a changé de temps à autre au fil des ans. Aujourd'hui, José Manuel Rodrigues signe son travail José M. Rodrigues, mais il y a aussi signé José Rodrigues ou José Manuel Rodrigues.

## Expositions

### Expositions personnelles (sélection)[3],[4],[5],[6]
* Exposition avec le catalogue; ** inclus dans le catalogue de l'exposition collective
1981
- José Rodrigues - Fotografia, Museu de Évora, Portugal.*
- Museu de Torres Vedras, Portugal.

1982
- Fotografias de José Rodrigues, 3ₒs Encontros de Fotografia de Coimbra, Portugal.**

1983
- Ik tussen de tijd (O Eu e o Tempo), Galerie Perspektief, Rotterdam; De Ijsbreker, Amsterdam, Nederland.
- José Rodrigues, Casa de Bocage, Setúbal, Portugal.*
- Árvore, Porto, Portugal.

1984
- Canon Photo Gallery, Amsterdam, Nederland.**
- José Rodrigues, Galleria II Borga, Caserta, Itália.*

1985
- Galeria Municipal, Évora, Portugal.
- Galerie Makkom, Amsterdam, Nederland (c/ Joaquim Tavares).
- Blibliotheek Apeldoorn, Nederland.

1985-1986
- Holos • performances «A Primavera», «A Terra», «Suicídio» e «Espirito do Fogo», Galerie Makkom, Amsterdam, Nederland.**

1987
- Vloeibare Doorzichtigheid (Transparência Líquida), Galerie Klove, Amsterdam, Nederland.*

1989
- Galerie Klove, Amsterdam, Nederland.

1993
- Suzanne Biederberg Gallery, Amsterdam, Nederland.
- As Minas de São Domingos, 13ₒs Encontros de Fotografia de Coimbra, Portugal.*

1994
- Metamorforça, Galeria Municipal, Montemor-o-Novo, Portugal.*
- Malagueira -93 (avec dessins de Siza Vieira), Paços do Concelho, Évora; Ministério do Planeamento, Lisboa, Portugal.*

1995
- José M. Rodrigues - Fotografias, Galeria Municipal, Caldas da Rainha, Portugal.*
- Galerie Municipale, Limoges, France.
- Memórias do Tempo, Centre Culturel Calouste Gulbenkian, Paris, France.*

1996
- Memórias do Tempo, Museu de Évora, Portugal.*
- Alentejo Sagrado, Museu de Conimbriga, 16ₒs Encontros de Fotografia de Coimbra, Portugal.*

1997
- Recente Foto's uit Alentejo, Suzanne Biederberg Gallery, Amsterdam, Nederland.
- José M. Rodrigues, Galeria Municipal, Montemor-o-Novo, Portugal.*
- Cântico à Ordem das Oliveiras (avec Valter Vinagre), Centro Cultural de Aldeia da Venda, Portugal.
- O Sul, antiga fábrica Prazeres & Irmão, Castro Verde, Portugal.
- O Mosteiro de N. S. da Saudação - um património a defender, Galeria Municipal Montemor-o-Novo, Portugal.
- José M. Rodrigues, Centro de Arte, S. João da Madeira, Madeira.*
- Um Diário no Alentejo, Galeria Municipal Montemor-o-Novo, Portugal.
- José Manuel Rodrigues - Fotografia, Galeria Évora-Arte, Évora, Portugal.*

1998
- O Prazer das Coisas, Palácio Anjos, Algés (produção EtheriCâmara Municipal de fieiras).*
- Um olhar sobre o Alentejo, Casa da Cultura, Mora, Portugal.*
- Tabernas de Grândola, Grãndola*; Museu Etnográfico de Setúbal, Portugal.

1999
- Ofertório, Culturgest - CGD, Lisboa, Portugal (retrospective).*
- Arquivo Fotográfico de Lisboa, Portugal (Septembre).
- Chorar por Água, Arquivo Fotográfico de Lisboa *; Centro Português de Fotografia, Porto; Biblioteca Municipal Grândola (2000).
- A Luz e as Coisas, Câmara Municipal de Évora Palácio D. Manuel, Évora, Portugal.*

2000
- Marcas de Água. José M. Rodrigues, Galeria Minimal Arte Contemporânea, Porto
- Fontes Luminosas, Museu Aberto, Monsaraz, Portugal.**
- Galeria Évora-Arte, Évora, Portugal.
- Centro Português de Fotografia, Porto, Portugal.
- A Fronteira Líquida, Galeria da Livraria Portuguesa / Fundação Oriente, Macau*
- Doze nomes para conhecer melhor a cultura portuguesa, Salão do Livre, (Instituto Camões), Paris, France

2001
- ARCO, Galeria Minimal, Madrid, Espanha.
- À Priori, Sala de Exposições do Palácio de Vimioso, Évora, Portugal.*
- Jardins de Cristal, Biblioteca do Palácio dos Jardins de Cristal, (Porto Capital da Cultura), Porto (Portugal)*; Nederlands Foto Instituut, Rotterdam (Nederland).*
- Fresh Matter – new photowork, Suzanne Biederberg Gallery, Amsterdam, Nederland.
- Quem vê caras nâo vê corações, Centro de Arte, S. João da Madeira, Madeira.*
- Tomar-lhe o Gosto, antiga fábrica de moagem “A Portuguesa”, Tomar, Portugal.**
- Discursos Fotográficos, Palácio Dom Manuel, Évora, Portugal.**
- Casa da Luz, Galeria Municipal, Abrantes, Portugal.*

2002
- Água de Prata, Museu de Arqueologia e Etnografia, Setúbal; Capela de S. Vicente, Sines, Portugal.*
- Monsaraz Museu Aberto, Monsaraz, Portugal.
- Um olhar de Fotógrafo, Forum Eugénio de Almeida, Évora, Portugal.**
- Melbourne Art Fair, Suzanne Biederberg Gallery, Melbourne, Austrália,

2003
- Entre a Terra e o Mar, Pálacio das Artes, Tavira, Portugal.*
- Entre Mer e Terre, Biblioteque Elsa Triolet et Aragon, Argenteuil, France.
- Panorâmicas, Câmara Municipal de Matosinhos, Matosinhos, Portugal.*
- Dia de Rainha, Centro Português de Fotografia, Portugal.*
- Ida e Volta, Jornadas de Cultura Holandesa, Convento dos Capuchos, Almada, Portugal.
- Panorâmicas, Galeria Municipal, Matosinhos, Portugal. *

2004
- Parlamento Europeu, Brussel, België.
- José Manuel Rodrigues, Galeria Imago Lucis, Porto, Portugal.*

2005
- Inclui/Exclui, Secretariado de Estado da Cultura, Évora, Portugal.*
- Arte Lisboa, Galeria Sala Maior FIL, Lisboa, Portugal.

2006
- Solo a Solo, Galeria Sala Maior, Porto, Portugal.*
- Museu Aberto, Monsaraz, Portugal.
- Solo, Centro de Arte, Sines, Portugal.
- A Margem, Ordem dos Arquitectos, Lisboa, Portugal.
- Art Cologna 06, Galeria Sala Maior, Köln, Deutschland.

2007
- Estranheza de um coisa natural, CPF, Porto; Casa da Cerca, Almada, Portugal.*
- Águas Belas, Museu Marítimo, Ílhavo, Portugal. *
- Jogos Proibidos / Afloramentos, Silo-Espaço Cultural – NorteShopping, Sra. Da Hora, Portugal.*

2008
- Elementos, Galeria Pente10 – Fotografia Contemporânea, Lisboa, Portugal.
- Antologia Experimental, Palácio de Inquisição/Fundação Eugénio de Almeida, Évora, Portugal.

2009
- Estranheza de uma coisa natural, Leiria, Portugal.
- Elementos, Museu de Évora, Évora, Portugal.
- Experimental Anthology, European Tracks on Photography, Museu de Pintura e Escultura, Ancara, Turquia.

2010
- A Produção da Presença, Casa de Cultura Marquéz de González de Quirós, Gandia, Espanha.

2012
- O Jardim Regressa à Cidade, Jardim Botânico - Universidade de Lisboa, Lisboa, Portugal.

2013
- Fluir, Óbidos, Portugal.
- Improvisos, Centro de Arte, Sines, Portugal.

2014
- Flow Pequena Galeria, Lisboa, Portugal.
- A Faca na Água, Cinemateca Portuguesa, Lisboa, Portugal.

### Groupe Expositions (sélection)[3]
Exposition avec catalogue
1978
- School voor Fotografie, Den Haag, Nederland.

1979
- Galerie Fritlot Svistelsen, Wagenstraat, Den Haag, Nederland.
- Gaterie ZP'79, Delft, Nederland.*
- Centro Cultural Português, Den Haag, Nederland.

1980 et 1982
- Galerie Perspektief, Rotterdam, Nederland.

1981
- Galeria Aberta, Palácio de D.Manuel, Évora, Portugal.

1982
- Fotografia Portoghese, Biennale Internazionale di Fotografia, Caserta, Itália.*
- Bienal de Lagos , Portugal.*
- PH’31, Amsterdam, Nederland.

1983
- European Photography (org. Lorenzo Merlo, Canon Photo Gallery, Amsterdam), *Northeastern University Art Gallery, Boston, USA.*
- Fotografie in Nederland, SBK (Stichting Beeldende Kunst), Kunstuitleen, Amsterdam, Nederland.
- Image Nouvelle, Bordeaux. France.
- Galerie van der Have, Amsterdam, Nederland.
- Contribuições. Fotógrafos Portugueses, 4ₒs Encontros de Fotografia de Coimbra, Portugal.*

1984
- Verlichette Fotografie, BBK, Rotterdam, Nederland.*
- De Verbeelding als Realiteit (L'imagination comme la réalité) , Foto'84, Amsterdam.*
- Academie van Bouwkunst, Amsterdam, Nederland.
- Vitalità della Província (Caserta) , Photoshow di Fotocine, Nápoli, Itália.*
- Veins (Twenty portuguesa artists living in the Netherlands) , Galerie Tribe 1. Amsterdam, Nederland.*
- Contemporary European Photography, Center for Photographic Studies, Los Angeles, USA.*
- Houston Center of Photography, Texas, USA.

1985
- New Photography Trends from Europe, Malmö Konsthall, Fotofestival Internacional de Malmö, Sverige.*
- - Galerie Diagonale - Espace Critique, Paris, France.
- The European Edge - New Photography Trends from Europe, Museum of PhotographyArts, San Diego, USA.*

1986
- 100 meter foto in het Stedelijk, GKF (Association de Fotografes de Arte), Stedelijk Museum, Amsterdam, Nederland.
- A Priori Photographie, Stichting Makkom, Foto'86, Amsterdam, Nederland.*
- Canon Gallery, Amsterdam, Nederland.

1987
- Makkom Variaties, Stichting Makkom, Amsterdam, Nederland.*
- Achter Het Beeld (Derrière l'image) , Stichting Makkom, Amsterdam, Nederland.*

1988
- Exemplos da Fotografia Portuguesa, Fotoporto, Fundação Serralves, Porto, Portugal.*

1988 et 1989
- GKF, Stedelijk Museum, Amsterdam, Nederland.

1989
- Primunmovens, W.G. Terrein, Amsterdam, Nederland : « 100 meters rondom mijn atelier » (projet « 100 metres autour de mon atelier »).

1991
- Portugal 1890-1990, Europália 91, Provinciaal Museum voor Fotografie, Antwerpen, België.*

1992, 1993 et 1994
- Palácio D. Manuel, Évora, Portugal.

1992
- Olho por Olho. Lima História de Fotografia em Portugal 1839-1992, Ether, Lisboa, Portugal.*

1993
- Destinos Incertos (artistas portugueses), Galerie Langenberg, Amsterdam, Nederland.

1994
- Itinerários de Fronteira, 14ₒs Encontros de Fotografia de Coimbra, Portugal.*
- Álvaro Siza, O Chiado. Lisboa. A estratégia da memória, Sala do Risco, Lisboa (Portugal); Granada, Sevilha (Espanha).

1995
- Alfândega Nova, Museu dos Transportes e Comunicações, Porto, Portugal.*
- Hospital, 500 Anos do Hospital Espírito Santo, Ex-Celeiro da EPAC, Évora, Portugal.
- Bienal de Arte, S. Tomé e Príncipe.
- ... En Alentejo, Centre Jacques Prévert, Aixe sur Vienne («Journées de Rencontre *Culturelles Franco-Portugais» Limoges), France.
- Dez Artistas do Alentejo, Pontedera, Itália.

1996
- Novos Viajantes, Bienal do Livro, São Paulo, Brazil.*
- Sul e Língua Franca, -16ₒs Encontros de Fotografia de Coimbra, Portugal.*
- Évora, 10 anos Património da Humanidade, Palácio D. Manuel, Évora, Portugal.

1997
- Livro de Viagens, Fotografia Portuguesa 1854-1997, Frankfurter Kunstverein, Frankfurt (Deutschland); Centro Cultural de Belém, Lisboa (Portugal) (1998).*

1998
- À Prova de Água, Centro Cultural de Belém, Lisboa, Portugal.*
- Arqueologia Industrial, Fábrica Sanjo /Centro de Arte de S. João da Madeira, Madeira.*
- 3a Bienal AIP, Exponor, Santa Maria da Feira, Portugal.*
- Dialogues, photographie portugaise contemparaine, Galerie Municipale du Château d'Eau, Toulouse, France.
- Identity and Environment, Ludwig Museum, Budapest*

1999
- III Bienal da Arte da AIP’98 – As Escolhas dos Críticos de Arte Portuguesa Contemporânea, Europarque, Porto, Portugal.*
- Dialogues. Photograpie Portugaise Contemporaine, Galerie Municipale du Chateau d’Eau, Toulouse, France.*
- 13ºs Encontros da Imagem, Fábrica Confiança, Braga, Portugal. *
- Identity and Environment, Museum of Contemporary Art / Ludwig Museum Budapest.*
- Memórias da Cidade, Museu dos Biscainhos, 13ºs Encontros de Imagem, Braga, Portugal.*

2000
- Museu de Évora / Arquivo Fotográfico Lisboa, Portugal.
- Bienal de Cascais, Portugal.
- 15x15 Um olhar sobre a Europa, Casa de Lusofonia, Lisboa, Portugal.*
- Centro de Arte La Estancia, Caracas, Venezuela.
- Fontes Luminosas, Monsaraz Museu Aberto, Monsaraz, Portugal.*

2001
- ARCO, Madrid, Espanha.
- Trilogia/O Sagrado e o Profano, Fundação Eugénio de Almeida, Évora, Portugal.*
- Moura-Crónica da Festa, Galeria Municipal, Moura, Portugal.*
- As cidades de Álvaro Siza, Espaço Porto 2001, Porto, Portugal.*
- Espaços no Tempo. Fotografia Portuguesa. Instantâneos para o Século XX, Instituto Camões, Lisboa /  Centro Português de Fotografia, Porto, Portugal.*
- Centro de Arte, S. João da Madeira, Madeira.
- Lisboa Capital do Nada. Marvila 2001, (intervenção na rua), Marvila, Portugal.*
- Casa da Luz (catálogo), Galeria Municipal, Abrantes, Portugal.
- (In)formar a Modernidade. Arquitecturas portuenses, 1923-1942: morfologias, movimentos, metamorfoses, Faculdade de Arquitectura, Universidade do Porto, Portugal.*

2002
- ARCO, Madrid, Espanha.
- Arte Contemporânea, Novas Aquisições - Colecção Caixa Geral de Depósitos, Culturgest, Lisboa, Portugal.*
- Topografias da Vinha e do Vinho, Cordoaria Nacional, Lisboa, Portugal.*
- Pedras e Rochas / Rocks and Stones, Fórum Eugénio de Almeida, Évora, Portugal.
- 50 fotógrafos portugueses - Dos anos 50 à actualidade, Fundação Serralves, Porto, Portugal.*
- Mértola, Palácio Dom Manuel, Évora, Portugal.
- Critério Visível, Cadeia da Relação / Centro Português da Fotografia, Porto, Portugal.*
- Colección Centro Português de Fotografia. Una Selección, Fundación Foto Colectania, Barcelona, Espanha.
- Portugal, Paisagens do Olhar. Doze fotógrafos portugueses, Salão do Livro, (Instituto Camões), Genébra, Schweiz.*

2003
- Projecções da Memória, Faculdade de Engenharia, Universidade do Porto, Portugal.*
- Bairrada. Topgrafias da Vinha e do Vinho, Künstlerhaus Bethanien, Berlin, Deutschland.
- Fórum Eugénio d’Almeida, Évora, Portugal.
- Dia di Bai, Centro de Artes Visuais – Encontro de Fotografia, Coimbra, Portugal.
- Arte dos Artistas, Culturgest, Lisboa, Portugal.*
- Álvaro Siza y la Arquitectura Universitária, Sala de Exposiciones La Nau, Universitat de Valência, Espanha.*

2004
- Movimentos Perpétuos. Arte para Carlos Paredes, Movimentos Perpétuos e artemágica*
- Extensão do Olhar, Uma antologia visual da fotografia portuguesa contemporânea, Obras da colecção PLMJ, Centro de Artes Visuais, Coimbra, Portugal.*
- Topografias do Vinho e da Vinha, Museu do Vinho, Bairrada, Portugal.*

2005
- Dedans-Dehors- Le Portugal en Photographies. Collection Caixa Geral de Depósitos, Centre Culturel Calouste Gulbenkian, Paris, France.*
- Faro Capital de Cultura, Faro, Portugal.
- Olhares Estrangeiros, Chiado 8, Caixa Geral de Depósitos / Fidelidade Mundial,Lisboa, Portugal.*

2006
- 20 Artistas no 20º Aniversário, Centro de Arte, S. João da Madeira, Madeira.*
- Alentejo Elementar, Salão de Exposições, Fundação Alentejo Terra-Mãe, Évora, Portugal.*
- Casa da Cultura, Beja; Galeria Municipal S. Sebastião, Portalegre, Portugal.
- Fotografia no Douro: Arqueologia e Modernidade, Museu do Douro, Peso da Régua, Portugal.*
- Museu Aberto, Monsaraz, Portugal.
- A Fotografia Revolucionária, Fundação Eugénio de Almeida, Évora, Portugal.*

2007
- Ingenuidades, Fundação Calouste Gulbenkian, Lisboa*; Beaux Arts, Brussel, België.
- 50 Anos de Arte Portuguesa, Fundação Calouste Gulbenkian, Lisboa, Portugal.
- Évora ao Espelho, 20 anos Património Mundial, Palácio Dom Manuel, Évora, Portugal.*

2008
- Meu Nome Mar, Centro de Arte, S. João da Madeira, Madeira.
- A Razão das Coisas, Museu de Serralves, Porto, Portugal.
- Colecção BES Photo, Espaço BES Arte & Finança, Lisboa, Portugal.

2009
- Luz do Sul, Palácio Dom Manuel, Évora, Portugal.
- Fotografia Portuguesa, Galeria Pente 10, Lisboa, Portugal.

2012
- Ressonâncias, Convento dos Capuchos, Almada, Portugal.

2013
- O Grupo de Évora, A Pequena Galeria, Lisboa, Portugal.
- 4 Em Évora, Palácio Dom Manuel, Évora, Portugal.

2014
- Porto Poetic, Galeria Municipal Almeida Garrett, Porto, Portugal.
- Flow, A Pequena Galeria, Lisboa, Portugal.
- A Shadow of a Doubt, Galeria Chiado8 ,Lisboa, Portugal.
- Esta terra é a tua, Centro de Artes Visuais, Coimbra, Portugal.
- Coleção Bernardo &+Cia, Igreja S. Vicente, Évora, Portugal.

## Publications

### Catalogues, monographies et autres questions individuelles[3]
1983
- 17 fotografias de José Rodrigues e 17 poemas de Luís Carmelo (portfolio), Amsterdam.
- A Viagem, com texto de Luís Carmelo, ed. Atelier 18, Amsterdam Évora (sans date).

1987
- Cadernos da Triangularidade / T&L, Tendências e Locais / Indícios da Performance, de Carlos Gordilho, ed. Autor, Amsterdam.
- Transparência Líquida (portfolio), Galerie Klove, Amsterdam.

1993
- Cantadores de Alegrias, Mágoas e Mangações, org. de J. M. Monarca Pinheiro, ed. Câmara Municipal do Alandroal.
- Carta Arqueológica do Alandroal, de Manuel Calado, ed. Câmara Municipal do Alandroal.

1994
- Ourique (collection de 8 cartes, couleur) e Entre serras e planícies / descubra... Ourique (collection de 16 cartes, couleur), ed. Cãmara Municipal de Ourique.

1995
- O mestre que trabalho por cima do céu, de J. M. Monarca Pinheiro (estudo e recolha etnográfica sobre chocalhos), ed. Associação Terra Dentro.
- Memórias do Tempo, Centre Culturel Calouste Gulbenkian, Paris / Museu de Évora.

1996
- Alentejo Sagrado, ed. Encontros de Fotografia de Coimbra.
- Igreja de Santa Maria (de Siza Vieira), Marco de Canaveses, Dividendo Edições (collection de 55 cartes, p.b.).
- Freguesias Rurais de Évora (colecção de 16 postais, cor), ed. Câmara Municipal de Évora.
- Em cada casa amo porta, em cada porta um postigo - Antologia de Poesia Tradicional do Alentejo, coord. J. M. Monarca Pinheiro, ed. Associação Terra Dentro.

1997
- Agenda 1997, ed. Centro de Documentação Álvaro Siza, Câmara Municipal de Matosinhos.
- José M. Rodrigues, Centro de Arte de S. João de Madeira.
- Évora. Itinerários Históricos, ed. Câmara Municipal de Évora.
- É tão grande o Alentejo, Coral Polifónico «Os Ganhões» de Castro Verde (disco), ed. Associação de Cante Alentejano «Os Ganhões», Castro Verde.
- Montemor-o-Novo (collection de 27 cartes, couleur), ed. Câmara Municipal de Montemor-o-Novo.

1998
- O Prazer das Coisas, Ether / Câmara Municipal de Oeiras,
- Imagens do Alentejo (colecção de 27 postais, p.b., sem data), ed. Oficinas do Convento, Montemor-o-Novo,
- Terra de Gama. Évora, Nisa, Sines, Vidigueira (colecção de 24 postais, cor), ed. Associação Ataegina / Comissão Nacional para os Descobrimentos Portugueses, Évora.
- As Tabernas —. Percursos no Memória do Concelho de Girândola, ed. Câmara Municipal de Grândola.

1999
- Ofertório-Retrospectiva 1972-1997, Culturgest-Caixa Geral de Depósitos, Lisboa.
- Chorar por água (catálogo), ed. Arquivo Fotográfico Lisboa.
- A Luz e as Coisas, (catálogo/colecção de 21 postais), Câmara Municipal de Évora.
- Grândola 2000. Agenda, Câmara Municipal de Grândola.
- Terra de Grandes Barrigas onde só há Gente Gorda, de J.M. Monarca Pinheiro, Editora Alentejana.
- Altos Silêncios da Noite Minhas Vozes Vão Rompendo, de J.M. Monarco Pinheiro, Editora Alentejana.

2000
- Cartilha dos amores secretos, avec textes de Clara Pinto Correia, Maria Isabel Barreno.
- Urbano Tavares Rodrigues, Luís Carmelo, Editorial Notícias.

2001
- São Bruno na Cartuxa de Évora, Fundação Eugénio d’Almeida, Évora.
- Quem vê caras nâo vê corações, (catálogo), Centro de Arte, S. João da Madeira.
- Jardins de Cristal (livro c/ texto de Luís Carmelo), Câmara Municipal Porto / Palácio Jardim de Cristal, Porto.
- Cristal Gardens (catálogo), Nederlands Foto Instituut, Rotterdam.
- As cidades de Álvaro Siza, Livraria Figueirinhas, / Porto 2001, Porto.
- (In)formar a Modernidade. Arquitecturas portuenses, 1923-1942: morfologias, movimentos, metamorfoses, Faculdade de Arquitectura / Centro de Documentação, Universidade do Porto.
- Água de Prata, Casa do Sul, Évora.

2003
- Panorâmicas, Câmara Municipal de Matosinhos, Matosinhos.
- Cape Verde, Language, Literature & Music, Ctrº Portuguese Studies & Culture, University of Massachusetts, Dartmouth, USA.
- Dia de Rainha, Centro Português de Fotografia, Porto.
- Deus, Labor et Constantia, Fundação Eugénio de Almeida, Évora.
- Portugal. de Miguel Torga, Publicações Dom Quixote, Lisboa.

2004
- Fotografias de José Manuel Rodrigues, Galeria Imago Lucis, Porto.

2005
- Habitar J.P. Falcão de Campos, Edición Caleidoscópio, Casal de Cambra.
- In-/ExClui, Projecto Todo-o-Terreno / Coop. Agrícola Reguengos de Monsaraz, Monsaraz.
- Bicentenário da Biblioteca Pública de Évora (colecção de doze postais), BPE.

2006
- Solo a Solo, Galeria Maior, Porto.

2008
- Elementos, Galeria Pente10 – Fotografia Contemporânea, Lisboa.
- Antologia Experimental, Fundação Eugénio de Almeida, Évora.
- A Razão das Coisas, Sextante Editora Lda, Lisboa.

2009
- Experimental Anthology, European Tracks on Photography, KaleidoscopEurope Project.

2010
- A Produção da Presença, Ajuntament de Gandia, Gandia, Espanha.

2012
- O Jardim Botânico, Universidade de Lisboa, Lisboa, Portugal.

2013
- José M. Rodrigues, coleção de bilhetes postais, A Pequena Galeria, Lisboa, Portugal.

### Publications périodiques et des ouvrages collectifs[3]
1980
- Perspektief, no 1, Rotterdam.

1981
- Anuário Português de Fotografia, Lisboa.

1983
- Perspektief, no 14, printemps, Rotterdam: projecto « O Eu e o Tempo ».
- De Tijd, no 8, 21 octobre, Amsterdam: « Zeven Nieuwe fotografen ».
- Foto, Amsterdam.

1984
- Reflexions, no 17, Nov./Dec., ed. Canon, Amsterdam.

1985
- European Photography, no 21, Jan./Mar.: « Photography: Today/Tomorrow ».

1986
- Perspektief, no 25, septembre, Rotterdam « Hommage to Perspektief ».
- A Priori Photographie, tlitgeverij Makkom, Interdisciplinair Onderzoek in the *Kunst (associação Investigação Interdisciplinar em Arte), Amsterdam.
- Holos, Makkom, Amsterdam.

1987
- Makkom Variaties, Stichting Makkom, Amsterdam.
- Achter Het Beeld (Por trás da imagem) , Stichting Makkom, Amsterdam.

1988
- Plaatwerk, no 22/23, Março, Amsterdam.

1991
- Portugal 1890-1990, Europália 91, Anvers.

1994
- Itinerários de Fronteira (« Vindimas, Bairrada, Setembro de 1993 »), Encontros de Fotografia de Coimbra.

1994-1995
- Évora e o Mais - Jornal de Artes e Letras, mensal, Évora.
- Jornal Terra do Cante, mensal, Alcáçovas.

1995
- Alfândega Nova. O Sítio e o Signo, ed. Museu dos Transportes e Comunicações, Porto.

1995-1998
- Imenso Sul, revista trimestral, Évora e Beja.

1996
- Sul (Alentejo), Encontros de Fotografia de Coimbra.
- Língua Franca (São Tomé), Encontros de Fotografia de Coimbra.

1997
- Colóquio Letras, no 143/144, Janeiro—Junho, 1997: «O Diário que Sempre Existiu».
- Mértola por José Manuel Rodrigues, Luis Pavão, António Cunha, Mariano Piçarra, ed. Campo Arqueológico de Mértola.
- Livro de Viagens, Fotografia Portuguesa 1854-1997, Edition Stemmle, Zurique.

1998
- Do Tamanho do Mundo, ed. Projecto Terra de Gama, Associação Ataegina / Comissão Nacional para os Descobrimentos Portugueses, Évora.
- Arqueologia Industrial, ed. Centro de Arte de S. João da Madeira.
- Longe, de J. M. Monarca Pinheiro, ed. V.L.S. Lda., Évora.

1999
- III Bienal da Arte da AIP’98 – 2ₒsEscolhas dos Críticos de Arte Portuguesa Contemporânea, catálogo, Associação Industrial Portuense, Porto.
- Dialogues. Photograpie Portugaise Contemporaine, 241e monografie, Galerie Municipale du Chateau d’Eau, Toulouse, France.
- Identity and Environment, catálogo, Museum of Contemporary Art / Ludwig Museum, Budapest
- Encontros da Imagem Maio 1999, Encontros da Imagem, Braga.
- Memorias da Cidade, Encontros da Imagem, Braga.
- À procura de Noé, (c/texto de Pedro Ferro), in Imenso Sul, no 19, Maio.
- Roteiro do Megalitismo de Montemor-o-Novo, de Catarina Oliveira, Câmara Municipal de Montemor-o-Novo (ed.).

2000
- O princípio da perfeição, Clara Fereira Alves (texto), José Manuel Rodrigues (fotografia).
- Expresso / Revista, no 1440, 3 juin.
- Catálogo Bienal Cascais, Câmara Municipal de Cascais.
- Trilogia/O sagrado e o profano, Fundação Eugénio d’ Almeida, Évora.
- 15x15 – Um olhar sobre a Europa, Instituto Camões, Lisboa.
- Monsaraz Museu Aberto, (catálogo), Câmara Municipal de Reguengos de Monsaraz.
- Lousal. Território de Econtro e Cultura, Associação de Desenvolvimento do Litoral Alentejano, Grândola.
- Setembro, Edição comemorativa do 2e aniversário da Livraria Fonte de Letras.

2001
- Moura-Crónica da Festa, Câmara Municipal de Moura.
- Tomar-lhe o Gosto, Agrafo – Associação de Arte, Tomar.
- (In)formar a modernidade. Arquitecturas portuenses, 1923-1943, FAUP publicações, Porto.
- As cidades de Álvaro Siza, de Álvaro Siza e Carlos Castanheira, Livraria Figueirinhas, Lisboa
- Espaços no Tempo. Fotografia Portuguesa. Instantâneos para o Século XX, Instituto Camões / Centro Português de Fotografia, Lisboa / Porto.
- Lisboa Capital do Nada. Marvila 2001, Extramuros Assoc. Cultural para a Cidade.
- Discursos Fotográficos, (com Gerard Castello Lopes), Câmara Municipal de Évora
- Casas + Interiors Norte, Edições ASA.

2002
- Topografias da Vinha e do Vinho, Assírio & Alvim / Com. Vitivinícola da Bairrada.
- Um olhar de Fotógrafo, Fundação Eugénio de Almeida, Évora.
- Pedras e Rochas / Rocks and Stones, de Jorge Calado, ed. Fundação Eugénio de Almeida, Évora
- Arte Contemporânea, Novas Aquisições - Colecção Caixa Geral de Depósitos, Culturgest, Lisboa
- 50 fotógrafos portugueses - Dos anos 50 à actualidade, Fundação PLMJ / Fundação Serralves, Porto.
- Colección Centro Português de Fotografia. Una Selección, Fundación Foto Colectania, Barcelona.
- Arquitectura Portuguesa. Una nueva generación, 2G, no 20, 2001/IV.

2003
- Arquitectura Tradicional Portuguesa (fotografia de capa), Publicações Dom Quixote, Lisboa.
- Bairrada. Topografias da Vinha e do Vinho, ICEP / Comissão Vitivinícola da Bairrada, Anadia.
- Arte dos Artistas (catálogo), Culturgest, Lisboa.
- Dia di Bai, (catálogo) Centro de Artes Visuais / Público, Coimbra.
- Projecções da Memória, FEUP Edições, Porto.
- Álvaro Siza y la Arquitectura Universitária, Universitat de Valência.

2004
- Extensão do Olhar – Uma antologia visual da fotografia portuguesa contemporânea, Fundação PLMJ / Assírio & Alvim, Lisboa.
- Victor Costa. Imagens do Tempo, João Lima Pinheiranda (apresentação), fotografia de Aníbal Lemos e José M. Rodrigues, Ministério da Cultura /Delegação Regional da Cultura do Norte.
- Movimentos Perpétuos. Arte para Carlos Paredes, ed. Movimentos Perpétuos e artemágica, Lisboa.
- Extensão do Olhar. Uma Antologia Visual da Fotografia Portuguesa Contemporânea, Obras da Colecção da Fundação PLMJ, Assírio & Alvim.

2005
- 20 Artistas no 20º Aniversário, catálogo, Centro de Arte, S. João da Madeira.
- Alentejo Elementar, Fundação Alentejo Terra-Mãe, Évora.
- A Fotografia Revolucionária, catálogo, Fundação Eugénio de Almeida, Évora.
- Arquitectura Ibérica [Habitar] 10, Edición Caleidoscópio, Casal de Cambra.
- 2G (Outubro 2005) , Editorial Gustavo Gili, Barcelona.
- Olhares Estrangeiros – Fotografias de Portugal, catálogo, Culturgest, Lisboa.
- Habitar 10. Arquitectura Ibérica, Caleidoscópio, Casal de Cambra.
- Dedans-Dehors- Le Portugal en Photographies, Collection de la Caixa Geral de Depósitos, Centre Culturel Calouste Gulbenkian, Paris.

2006
- Portugal 2000-2005 – 25 edifícios para o século XXI, 2G Dossier, Editorial Gustavo Gili, Barcelona.
- Fotografia no Douro: Arqueologia e Modernidade, Fundação Museu do Douro.
- 20 Artistas no 20e Aniversário (catálogo), Centro de Arte, S. João de Madeira.
- Álvaro Siza – Terraços de Bragança, Arquitectura COAM, ano 57, no 343.

2006-2007
- Portefólio, Revista da Fundação Eugénio de Almeida, (anual), nº2.

2007
- Ingenuidades, catálogo, Fundação Calouste Gulbenkian, Lisboa.
- Évora ao Espelho, livro, Câmara Municipal de Évora, Évora.

2010-2012
- JA Jornal Arquitectos, Publicação trimestral da Ordem dos Arquitectos, Portugal.

### Architecture
José Manuel Rodrigues a publié des photographies d'architecture dans les magazines Raumeister, Casabela et A & V , entre autres, et dans Architectuur in Nederland - Jaarboek de 1987 à 1988 ; 1990-1991 ; 1991/92. Il a notamment collaboré avec les architectes Herman Hertzberger , S. Soeters, Mecanoo Architekten, Cepezed (Jan Pesman), Ger C. Bout, Carlos Castanheira, João Pedro Falcon et Alvaro Siza.

### Perspektief
José Manuel Rodrigues a été cofondateur de Perspektief - Association Arts, et responsable de la programmation de leur galerie.
Au début des années 80 Europe est en crise, et il se pose un collectif appelé Perspektief. Un mouvement, un projet, une galerie, un magazine: Perspektief est tout. José Manuel Rodrigues est le coordonnateur de la galerie et du premier numéro de la revue associée en mars 1980. Révolutionnaire est l'idée de commencer à embaucher des photographies. Cela n'a pas fonctionné, mais il était une nouvelle idée.
Pendant vingt ans Perspektief est un succès énorme. Pour un côté rebelle pour une pause avec des institutions académiques comme l' GKF, un groupe d'élite de photographes, d'autre part, sous l'aile de la municipalité de Rotterdam et le ministère de la Santé, des Affaires sociales et du Sport néerlandais. Perspektief grandit et a bien fait mais perde sa raison d'être avec la création en 1990 de l' Nederlands Fotoarchief, aussi situé à Rotterdam.

## Filmographie[3]
1984
- Film sur Ernesto de Sousa, couleur.

1985
- « Niet zo maar een kikge », programme de television sur le travail de J.M.R., Staadtelevisie, Amsterdam (20m.).

1987-1988
- Films en noir et blanc :
  - N° 1, sans titre (1 min 34 s)
  - N° 2, sans titre (11 min 09 s)
  - N° 3, sans titre (11 min 41 s)
  - N° 4, sans titre (10 min 46 s)
  - N° 5, sans titre (7 min 48 s)
  - N° 6, sans titre (5 min 43 s)
  - N° 7, sans titre (8 min 07 s)
  - N° 8, sans titre (9 min 05 s)
  - N° 9, sans titre (6 min 39 s)

## Prix
- Prix de photographie Vrije Creatieve Opdracht (Prix de Photographie Creative) attribué par Amsterdams Fonds voor de Kunst (Conselho para as Artes, Amesterdão) (1982)
- Prix Pessoa attribué par le journal Expresso (Portugal) et par la société Unisys, avec le poète Manuel Alegre (1999).